# Base aérea de Malmsheim
A Base aérea de Malmsheim é uma base aérea da Força Aérea Alemã, localizada em Baden-Württemberg. Tem uma pista de reserva em cimento e um complexo para planadores.
Construída em 1937, a base foi criada para colmatar as necessidades da Luftwaffe. A base tinha uma ligação à linha férrea nacional e os seus edifícios estavam camuflados.
Durante a Segunda Guerra Mundial, quando começou a Batalha de França, foi desta base que saíram muitas aeronaves Messerschmitt Bf 110 e Junkers Ju 88. Com a invasão da URSS, a base foi transformada num campo para prisioneiros de guerra. Em 1944 e 1945, o local voltou novamente a ser utilizado para aviação, de onde decolavam caças para a defesa do Reich.
Foi usado depois da guerra como campo de refugiados e campo de prisioneiros de guerra. Em 1951, as forças norte-americanas deram uso militar à base. Em 1955, a base passou para as mãos da Bundeswehr.